# Агое-Ньїве
Префектура Агое-Ньїве (фр. Prefecture Agoé-Nyivé) — префектура у складі регіону Приморського регіону Тоголезької Республіки. Адміністративний центр — у столиці Ломе.
Префектуру утворено 2016 року внаслідок виділення кантонів Агое-Ньїве, Вакпосіто, Тогле, Легбасіто, Сангера, Адетикопе до нової префектури. Вона складається з 6 комун.
Є частиною Автономного дистрикту Великий Ломе.

## Населення
Населення префектури становить 882 695 осіб.
| Комуна       | Площа, км² | Населення (2022) |
| ------------ | ---------- | ---------------- |
| Агое-Ньїве 1 | 46,61      | 317 255          |
| Агое-Ньїве 2 | 24,03      | 128 164          |
| Агое-Ньїве 3 | 4,04       | 47 554           |
| Агое-Ньїве 4 | 26,08      | 154 431          |
| Агое-Ньїве 5 | 21,98      | 125 097          |
| Агое-Ньїве 6 | 44,33      | 110 194          |